# Neodiachipteryx
Neodiachipteryx carinigera es una  especie de coleóptero adéfago de la familia Carabidae y el único miembro del género monotípico Neodiachipteryx.